# San Cristóbal Amatlán (kommun)
San Cristóbal Amatlán är en kommun i Mexiko.   Den ligger i delstaten Oaxaca, i den sydöstra delen av landet, 500 km sydost om huvudstaden Mexico City.
Följande samhällen finns i San Cristóbal Amatlán:
- San Cristóbal Amatlán
- Rancho los Sabinos